# Lilla Wahlby gårdskapell
Lilla Wahlby gårdskapell, även kallat Hedlunds kapell, är en kyrkobyggnad i Väderstads socken och Väderstads församling, Östergötland. Den ligger på Lilla Wahlby utanför Väderstad och tillhör Linköpings stift.

## Kyrkobyggnaden
Kyrkan är 9x3 meter och byggd av rivningsvirke från trakten. Jan Hedlund har målat och gjort allt i kyrkan. Den saknar elektricitet och isolering. Det får plats cirka 30 personer i kyrkan.

## Historik
Kyrkvärden och lantbrukaren Jan Hedlund fick idén att bygga en kyrka på gården då han fick en tramporgel från Smögen och inte visste var han skulle förvara den. Kyrkan som byggdes fick stå på gården Lilla Wahlby. Kyrkan stod klar redan 2003 men invigdes först torsdagen den 23 juni 2005 av biskop Martin Lind.

## Inventarier
- Tramporgel från Smögen.
- Tio rödbetsade bänkar. De har fått sin form från kyrkbänkarna i Kumla kyrka.
- Krucifix som kommer från en kyrka på Nordirland.
- Ikon som kommer från Tallinn.
- Intarsiatavla som tillverkats i Estland på ett fängelse.
- Altarmålningen är utförd av Ingela Ehn, Ödeshög.